# Juan Fraile Cantón
Juan Fraile Cantón (ur. 16 października 1948 w Melilli) – hiszpański polityk, nauczyciel i samorządowiec, od 2008 do 2009 poseł do Parlamentu Europejskiego VI kadencji.

## Życiorys
W 1971 uzyskał uprawnienia nauczyciela szkolnictwa podstawowego, w 1985 ukończył studia magisterskie w zakresie filozofii i literatury. Przez wiele lat związany z samorządem Rondy, był radnym miejskim, a w latach 1991–1999 burmistrzem tej miejscowości. W 1987 po raz pierwszy został wybrany do rady prowincji Malagi. Pełnił funkcję jej wiceprzewodniczącego oraz przewodniczącego (w latach 1999–2003. Był prezesem regionalnej organizacji turystycznej.
W kwietniu 2008 z ramienia PSOE objął mandat deputowanego do Parlamentu Europejskiego. Był członkiem Grupy Socjalistycznej, Komisji Rozwoju i Podkomisji Praw Człowieka. W PE zasiadał do lipca 2009.